# Giuseppe Peroni
Giuseppe Peroni (Parme, 1710 – Parme, 1776) est un religieux et peintre italien.

## Biographie

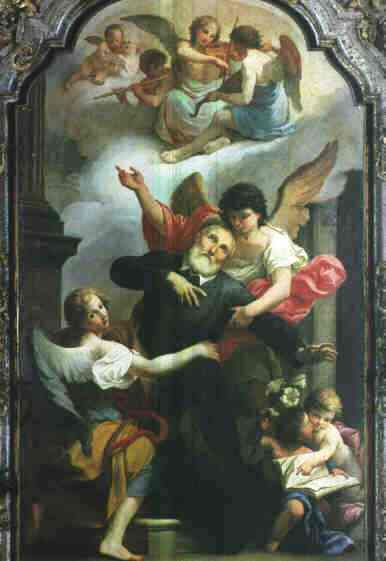
Extase de saint Philippe Neri de Giuseppe Peroni

Fils de Luigi, docteur en physique, et de Maria Maddalena Remesini (ou Ramesini), originaire de la ville de Colorno, il fut destiné à une carrière ecclésiastique comme son frère aîné Giulio (1705-1784), mais sa forte tendance vers la peinture conduisit son père à l'envoyer à l'école de Pier Ilario Mercanti, connue sous le nom de Lo Spolverini. 
En 1731, il est envoyé à Bologne pour intégrer l'Académie Clémentine, où il a pour professeurs Ercole Lelli, anatomiste et peintre de renom, Felice Torelli et Donato Creti. 
De Ferdinando Bibiena, il a également appris des notions d'architecture et de perspective.
En 1734, il partit pour Rome, où il fréquenta l'école d'Agostino Masucci. Le maître romain, gardien jaloux de la tradition du baroque tardif de Carlo Maratta, était en pleine maturité artistique, qui s'exprimait par une évolution raffinée vers des expressions précurseurs du néoclassicisme. 
En 1738, lorsque Peroni arrive dans son atelier, Masucci travaille sur le Jugement de Salomon (Turin, Palazzo Madama). La remarquable versatilité dont était dotée Peroni fut immédiatement abordée dans ce sens et s'enrichit au contact des nombreux courants picturaux et artistiques romains. Il a eu des contacts avec Conca, avec Giaquinto, avec Trevisani, avec Marco Benefial, avec Mengs lui-même et surtout avec Pompeo Batoni.
À Rome, il remporta le premier prix de l'Accademia di San Luca en 1738. 
En même temps, il poursuit sa carrière ecclésiastique et le 21 mars 1744, il célèbre sa première messe dans l'église de San Basilide. De retour à Parme, il est appelé à enseigner la peinture à l'Académie des Beaux-Arts. 
Pour l'église de San Martino à Varano, Melegari a peint en 1744 un retable avec les Mystères du Rosaire et deux fresques avec la Vierge victorieuse de la Mort et de la Tentation. 
Il resta à Parme jusqu'en 1750 et durant cette période, selon Affò, il peignit un San Giovanni Battista dans l'église de Santa Cecilia, qui fut ensuite amenée à celle d'Ognissanti.
Entre les années 1750 et 1752, il retourna à Rome, où parmi ses mécènes figurent le cardinal Alberoni et le prince Barberini. 
En janvier 1752, il se rend à Naples et en août il est à Bologne, invité d'Enrico Lelli, Il se rend ensuite à Venise où il se trouve le 29 août. 
Vers la fin de 1752, il retourne à Parme où il peint le Martyre de San Bartolomeo pour l'église du même nom.

## Œuvres
En plus de ce qui a déjà été mentionné, nous retenons :
- Martyre des SS. Faustino et Giovita (1748), retable du maître-autel de l'église de Sorbolo
- Saint Louis Roi de France qui fit don des reliques de la Passion (1756) au bienheureux Bortolomeo de Breganze pour l'église de San Pietro Martire, qui fut ensuite transportée à l'évêché.
- Le Christ et la Madeleine (1757), pour la chartreuse de Pavie, considérée comme l'une de ses meilleures œuvres
- Madonna del Suffragio (1758), dans la sacristie de l'église de San Vitale à Parme
- Madonna et San Francesco Saverio (1760), dans l'église de la Sainte-Trinité à Crema
- Martyre de Sainte-Lucie (vers 1763), Galerie nationale de Parme
- Le Christ et la Samaritaine (vers 1763), église de San Sepolcro à Parme
- Le Mariage de la Vierge (vers 1764) pour la cathédrale de Pontremoli
- Extase de San Filippo Neri (1764) dans l'église Santa Maria presso San Satiro
- Crucifixion (1766) faite à Milan et envoyée à Parme pour l'église de Sant'Antonio
- Vierge avec Sant'Anna et San Giuseppe (1771), église de San Filippo Neri à Turin
- L'Immaculée Conception (1771), église de San Filippo Neri à Turin
- Vierge aux saints Grégoire et Vitale et une sainte Lucie (1774) pour l'église de San Vitale à San Vitale Baganza
- Mariage de Santa Caterina (vers 1775), Galerie nationale de Parme